# Rosetta@home
Rosetta@Home — проект добровольных вычислений, направленный на решение одной из самых больших проблем в молекулярной биологии — вычисление третичной структуры белков из их аминокислотных последовательностей. Благодаря завершённому проекту «Геном человека» известны аминокислотные последовательности всех белков в человеческом организме. Исследования по данному проекту также помогут в проектировании новых, несуществующих белков. Хотя большая часть проекта ориентируется на фундаментальные исследования в области улучшения точности и надёжности методов протеомики, Rosetta@home также способствует прикладным исследованиям для борьбы с такими болезнями как рак, малярия, болезнь Альцгеймера, сибирская язва и другими генетическими и вирусными заболеваниями. Foldit — это видеоигра от Rosetta@Home, которая стремится достичь целей проекта с краудсорсинговым подходом.
Результаты вычислений Rosetta@Home не доступны напрямую. Так же, нельзя использовать результаты вычислений собственного компьютера.
Однако они используются для большого количества научных публикаций.
По сути Rosetta — это компьютерная программа, основными задачами которой являются:
- поиск структуры с наименьшей энергией для заданной аминокислотной последовательности для предсказания структуры белка;
- решение обратной задачи — поиск аминокислотной последовательности с наименьшей энергией для заданной белковой структуры;
- расчёт взаимодействия комплекса белок-белок.

В данном проекте используется обратная связь по прогнозированию и полученным результатам, чтобы улучшать потенциальные функции и алгоритмы поиска.

## Вычислительная платформа
Приложение Rosetta @ home и распределённая вычислительная платформа BOINC, доступны для операционных систем Windows, Linux и macOS; BOINC также работает на нескольких других, например, FreeBSD. Для участия в Rosetta @ home требуется центральный процессор (ЦП) с тактовой частотой не менее 500 МГц, 200 мегабайт свободного дискового пространства, 512 мегабайт физической памяти и подключение к Интернету. По состоянию на 27 июня 2020 года текущая версия приложения Rosetta Mini — 4.20. Текущая рекомендуемая версия программы BOINC — 7.16.7. Стандартный протокол передачи гипертекста (HTTP) (порт 80) используется для связи между клиентом BOINC пользователя и серверами Rosetta @ home в Вашингтонском университете; HTTPS (порт 443) используется во время обмена паролями. Удалённое и локальное управление клиентом BOINC использует порт 31416 и порт 1043, которые могут быть специально разблокированы, если они находятся за брандмауэром. Рабочие единицы, содержащие данные об отдельных белках, распространяются с серверов, расположенных в лаборатории Бейкер в Вашингтонском университете, на компьютеры добровольцев, которые затем рассчитывают прогноз структуры для назначенного белка. Чтобы избежать повторяющихся предсказаний структуры для данного белка, каждый рабочий блок инициализируется случайным номером семян. Это даёт каждому предсказанию уникальную траекторию спуска по энергетическому ландшафту белка. Прогнозы структуры белка из Rosetta @ home являются приблизительными значениями глобального минимума в энергетическом ландшафте данного белка. Этот глобальный минимум представляет наиболее энергетически благоприятную конформацию белка, то есть его нативное состояние.
Основной особенностью графического пользовательского интерфейса (GUI) Rosetta @ home является экранная заставка, которая отображает текущее состояние рабочего модуля в процессе имитации сворачивания белка. В верхнем левом углу текущей заставки показан целевой белок, принимающий различные формы (конформации) в своём поиске структуры с наименьшей энергией. Сразу справа изображена структура последнего принятого. В верхнем правом углу показана самая низкая энергетическая конформация текущего макета; ниже это истинная или нативная структура белка, если она уже была определена. Три графика включены в заставку. Рядом с серединой отображается график для термодинамической свободной энергии принятой модели, которая колеблется при изменении принятой модели. График среднеквадратичного отклонения принятой модели (RMSD), который измеряет, насколько структурно схожа принятая модель с нативной моделью, показан справа. Справа от графика принятой энергии и ниже графика RMSD результаты этих двух функций используются для построения графика зависимости энергии от RMSD по мере постепенного уточнения модели.
Как и все проекты BOINC, Rosetta @ home работает в фоновом режиме на компьютере пользователя, используя питание на простаивающем компьютере, во время или перед входом в учётную запись в операционной системе хоста. Программа освобождает ресурсы от ЦП, так как они нужны другим приложениям, что не влияет на обычное использование компьютера. Многие параметры программы могут быть заданы через настройки учётной записи пользователя, включая: максимальный процент ресурсов ЦП, которые может использовать программа (для контроля энергопотребления или выработки тепла с компьютера, работающего на постоянной мощности), время суток, в течение которого программа может работать и многое другое.
Rosetta, программное обеспечение, работающее в домашней сети Rosetta @, было переписано на C ++, чтобы облегчить разработку, чем это было разрешено его оригинальной версией, написанной на Fortran. Эта новая версия является объектно-ориентированной и была выпущена 8 февраля 2008 года. Разработка кода Розетты осуществляется Rosetta Commons. Программное обеспечение свободно лицензируется для академического сообщества и доступно для фармацевтических компаний за плату.

## Значение проекта
С распространением проектов секвенирования генома учёные могут вывести аминокислотную последовательность или первичную структуру многих белков, которые выполняют функции в клетке. Чтобы лучше понять функцию белка и помочь в рациональном дизайне лекарств, учёным необходимо знать трёхмерную третичную структуру белка.
Белковые трёхмерные структуры в настоящее время определяются экспериментально с помощью рентгеновской кристаллографии или спектроскопии ядерного магнитного резонанса (ЯМР). Процесс медленный (может потребоваться недели или даже месяцы, чтобы понять, как кристаллизовать белок в первый раз) и дорогостоящий (около 100 000 долларов США за белок). К сожалению, скорость, с которой обнаруживаются новые последовательности, намного превышает скорость определения структуры — из более чем 7 400 000 белковых последовательностей, доступных в базе данных нередуцированных (nr) белков Национального центра биотехнологической информации (NCBI), менее чем 52 000 трёхмерных структур белков были решены и помещены в банк данных белка, основной репозиторий для структурной информации о белках. Одна из основных целей Rosetta @ home — предсказывать белковые структуры с той же точностью, что и существующие методы, но таким образом, который требует значительно меньше времени и денег. Rosetta @ home также разрабатывает методы определения структуры и стыковки мембранных белков (например, рецепторов, связанных с G-белком (GPCR)), которые чрезвычайно трудно анализировать с помощью традиционных методов, таких как рентгеновская кристаллография и ЯМР-спектроскопия, однако которые представляют большинство целей для современных лекарств.
Прогресс в прогнозировании структуры белка оценивается в проводимом два раза в год эксперименте Critical Assessment for Protein Structure Prediction (CASP), в котором исследователи со всего мира пытаются получить структуру белка из аминокислотной последовательности белка. Группы с высокими показателями в этом иногда конкурентном эксперименте считаются фактическими носителями стандарта для того, что является современным в прогнозировании структуры белка. Rosetta, программа, на которой базируется Rosetta @ home, использовалась с CASP5 в 2002 году. В эксперименте CASP6 2004 года Rosetta вошла в историю, став первой, получившей разрешение, близкое к атомному, предсказание структуры белка ab initio в её представленная модель для цели CASP T0281. Ab initio моделирование считается особенно сложной категорией предсказания структуры белка, поскольку оно не использует информацию из структурной гомологии и должно опираться на информацию из гомологии последовательностей и моделирования физических взаимодействий внутри белка. Rosetta @ home использовался в CASP с 2006 года, где он был одним из главных предикторов в каждой категории структурного прогнозирования в CASP7. Эти высококачественные прогнозы были обеспечены вычислительной мощью, предоставленной добровольцами Rosetta @ home. Увеличение вычислительной мощности позволяет Rosetta @ home отобрать больше областей конформационного пространства (возможные формы, которые может принимать белок), которые, согласно Парадоксу Левинталя, по прогнозам, будут расти экспоненциально с длиной белка.
Rosetta @ home также используется в прогнозировании стыковки белок-белок, который определяет структуру множества комплексных белков или четвертичную структуру. Этот тип взаимодействия белков влияет на многие клеточные функции, включая связывание антиген-антитело и фермент-ингибитор, а также импорт и экспорт клеток. Определение этих взаимодействий имеет решающее значение для разработки лекарств. Розетта используется в эксперименте «Критическая оценка предсказания взаимодействий» (CAPRI), который оценивает состояние поля стыковки белка, аналогично тому, как CASP измеряет прогресс в прогнозировании структуры белка. Вычислительная мощность, предоставленная добровольцами проекта Rosetta @ home, была названа одним из основных факторов производительности Rosetta в CAPRI, где её прогнозы стыковки были одними из самых точных и полных.
В начале 2008 года Розетта была использована для вычислительной разработки белка с функцией, ранее не наблюдавшейся в природе. Отчасти это было вдохновлено сокращением известной статьи 2004 года, в которой первоначально описывался вычислительный дизайн белка с улучшенной ферментативной активностью по сравнению с его естественной формой. Исследовательский документ 2008 года от группы Дэвида Бейкера, описывающий, как был создан белок, в котором Rosetta @ home ссылается на вычислительные ресурсы, которые он сделал доступными, представляет собой важное доказательство концепции этого метода конструирования белка. Этот тип дизайна белка может найти применение в будущем для открытия лекарств, зелёной химии и биоремедиации.

## Исследования, связанные с болезнями
Болезнь Альцгеймера
Компонент программного пакета Rosetta, RosettaDesign, использовался для точного прогнозирования того, какие участки амилоидогенных белков с наибольшей вероятностью могут образовывать амилоидоподобные фибриллы. Взяв гексапептиды (шесть аминокислотных длинных фрагментов) представляющего интерес белка и выбрав соответствие с наименьшей энергией структуре, сходной со структурой известного гексапептида, образующего фибриллы, RosettaDesign смог идентифицировать пептиды в два раза с большей вероятностью с образованием фибрилл, чем случайные белки. Rosetta @ home использовалась в том же исследовании, чтобы предсказать структуры для бета-амилоида, фибриллообразующего белка, который, как полагают, вызывает болезнь Альцгеймера. Предварительные, но ещё неопубликованные результаты были получены для белков, разработанных Rosetta, которые могут препятствовать образованию фибрилл, хотя неизвестно, может ли это предотвратить заболевание.
Сибирская язва
Другой компонент Rosetta, RosettaDock, использовался в сочетании с экспериментальными методами для моделирования взаимодействий между тремя белками — летальным фактором (LF), фактором отёка (EF) и защитным антигеном (PA), которые делают до токсина сибирской язвы. Компьютерная модель точно предсказала стыковку между LF и PA, помогая установить, какие домены соответствующих белков участвуют в комплексе LF-PA. Это понимание в конечном итоге было использовано в исследованиях, в результате чего были усовершенствованы вакцины против сибирской язвы.
Вирус простого герпеса первого типа
RosettaDock использовали для моделирования стыковки между антителом (иммуноглобулином G) и поверхностным белком, экспрессируемым вирусом герпеса, вирусом простого герпеса 1 (HSV-1), который служит для разрушения противовирусного антитела. Белковый комплекс, предсказанный RosettaDock, близко согласился с особенно трудными для получения экспериментальными моделями, что привело исследователей к выводу, что метод стыковки может решить некоторые из проблем, которые возникают у рентгеновской кристаллографии при моделировании межбелковых интерфейсов
В рамках исследований, финансируемых за счёт гранта Билла и Мелинды Гейтс в размере 19,4 млн. Долл. США, Rosetta @ home была использована при разработке множества возможных вакцин против вируса иммунодефицита человека (ВИЧ).
Малярия
В исследованиях, связанных с инициативой «Большие вызовы в глобальном здравоохранении», Розетта использовалась для вычислительной разработки новых белков-самонаводящихся эндонуклеаз, которые могли бы уничтожить Anopheles gambiae или иным образом сделать комара неспособным передавать малярию. Способность конкретно моделировать и изменять белково-ДНК-взаимодействия, такие как у самонаводящихся эндонуклеаз, даёт вычислительным методам конструирования белков, таким как Rosetta, важную роль в генной терапии (которая включает в себя возможные методы лечения рака).

## Количество участников
Исходя из официальной статистики участников проекта Rosetta@Home на октябрь 2011 года количество активных участников составляло 38 тысяч человек. В июле 2017 года в проекте участвовало примерно 300 000 активных пользователей.